# Sint-Jozefskerk (Oostende)
De Sint-Jozefskerk is een neogotische parochiekerk in de Belgische stad Oostende. De kerk staat aan de Gentstraat en de Antwerpenstraat. Het voorplein reikt tot aan de Alfons Pieterslaan.

## Geschiedenis
De westelijke uitbreiding van Oostende tijdens de tweede helft van de 19de eeuw, na het slopen van de omwallingen, schiep nood aan een nieuwe parochiekerk.  Deze kwam in 1889 in een voorlopig gebouw aan de Sint-Petersburgstraat (de latere Leon Spillaertstraat). Op die gronden werd later het Koninklijk Atheneum 1 Centrum Oostende gebouwd.
Vanaf 1897 werd de definitieve kerk gebouwd naar plannen van de stadsarchitect Auguste Verraert. Ze werd in 1901 ingewijd.
Het is een driebeukige kerk met transept en westertoren in neogotische stijl. De bouwmaterialen zijn arduin en baksteen. Speciaal is dat de torenspits ook in baksteen is opgetrokken.
De timpanen van het hoofdportaal en van de twee zijportalen zijn versierd met basreliëfs van Pieter Braecke. Het betreft episodes uit het leven van de heilige Jozef.
De kerk ligt op een vanuit urbanistisch standpunt strategische plaats: ze is van ver te zien vanuit de voorliggende Rogierlaan, en de achterliggende Edith Cavellstraat.

## Interieur
De altaren zijn neogotisch, alsook de muurschilderingen.
Nogal uniek is de aanwezigheid van tribunes boven de sacristiedeuren in het hoofdkoor. Deze waren bedoeld als koninklijke tribunes. Koning Leopold II en zijn gezelschap konden van daar uit de mis volgen. De Sint-Jozefskerk was immers de parochiekerk die de koninklijke villa aan de Zeedijk bediende.

## Orgel en organisten
De kerk beschikt over een drieklaviers-orgel met romantisch klankbeeld. Het werd in 1936 gebouwd in de orgelateliers van Jules Anneessens in Menen. Het is in feite een ombouw van het vroegere orgel uit 1901, gebouwd door J.E. Kerckhoff uit Brussel.
De kerk kende enkele gekende organisten: Maxime Vanneste (tot 1928) en Joseph Berden (van 1928 tot 1981).

## Galerij

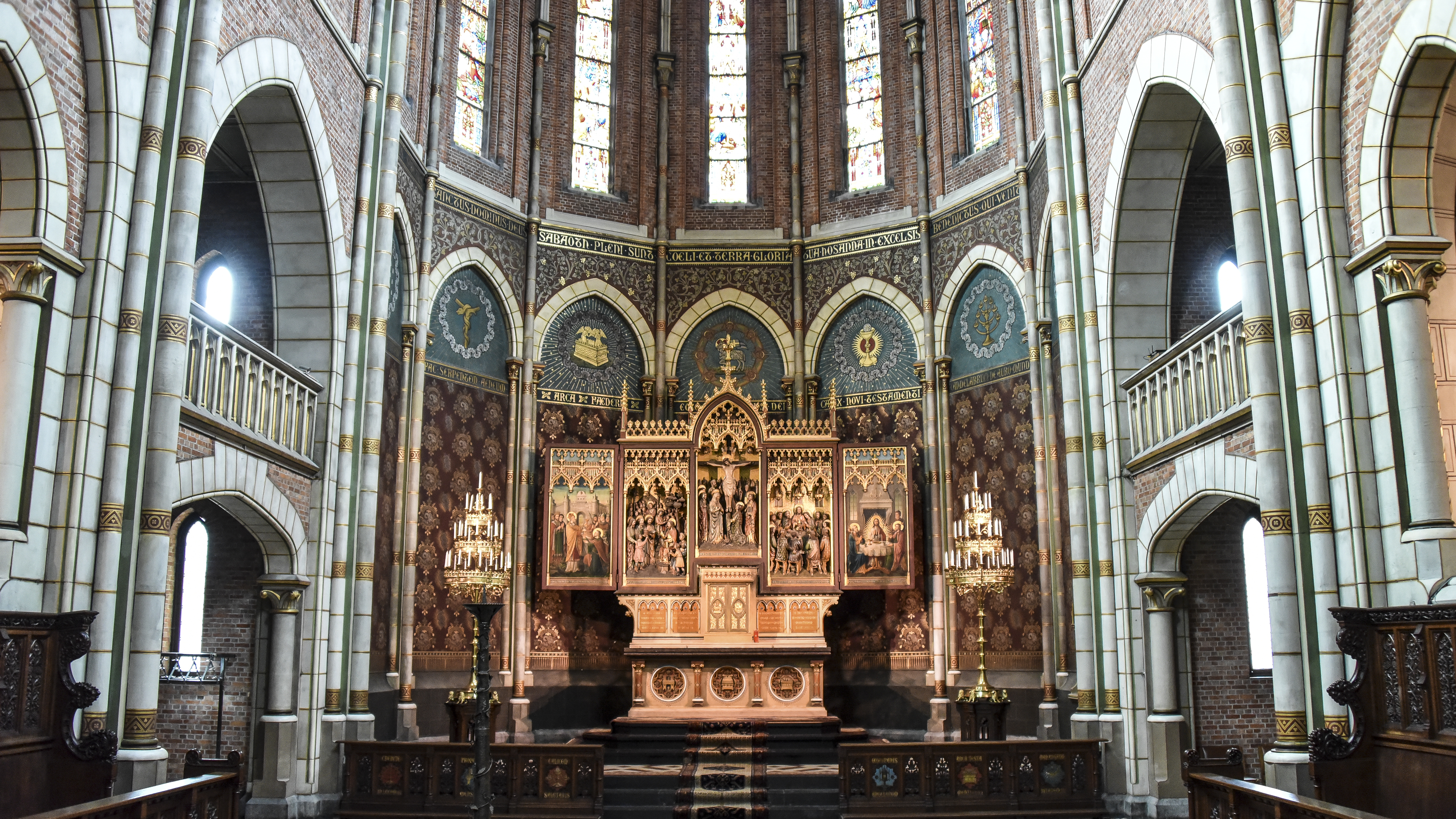
Hoogaltaar in het priesterkoor
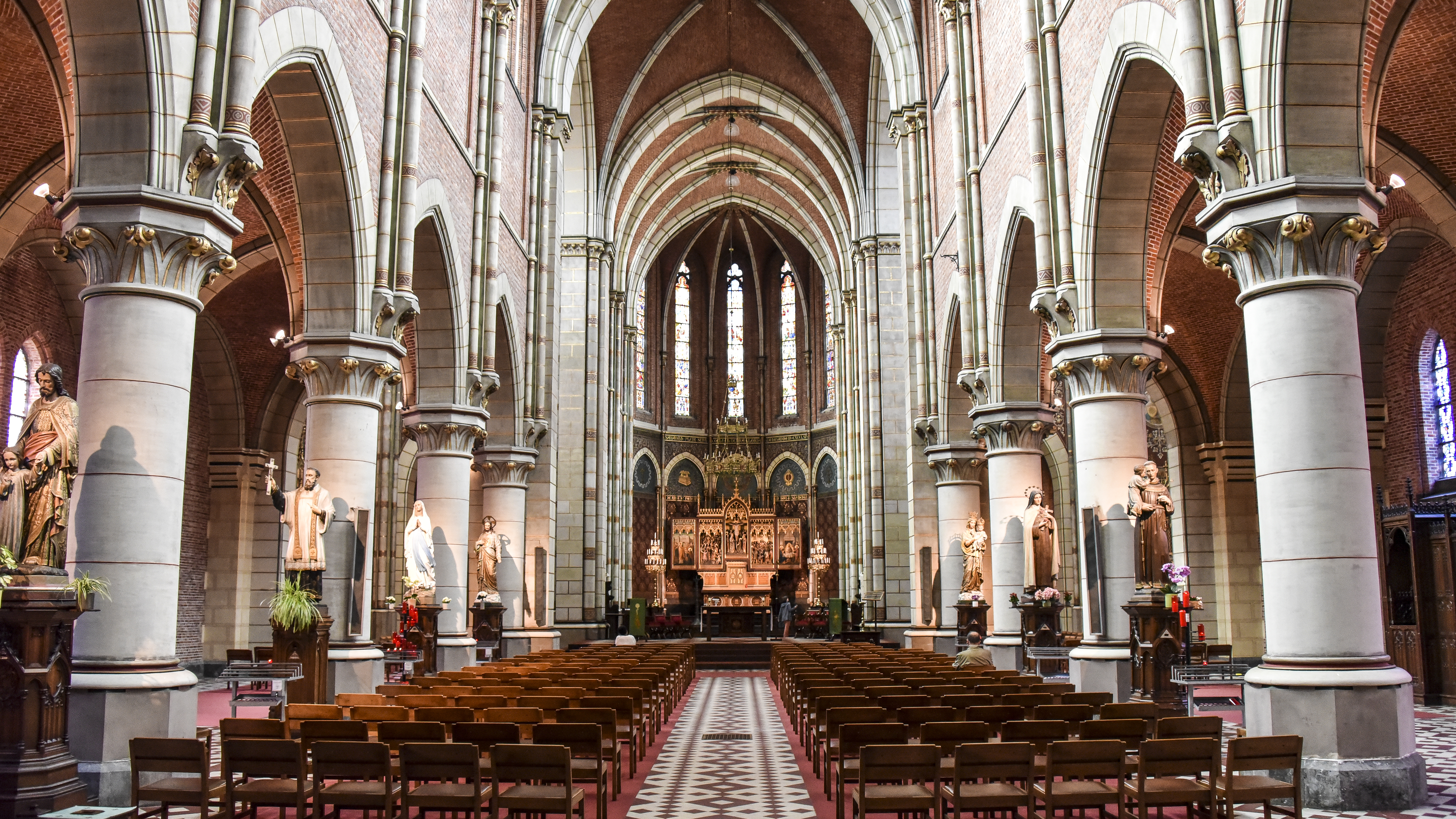
Kerkschip
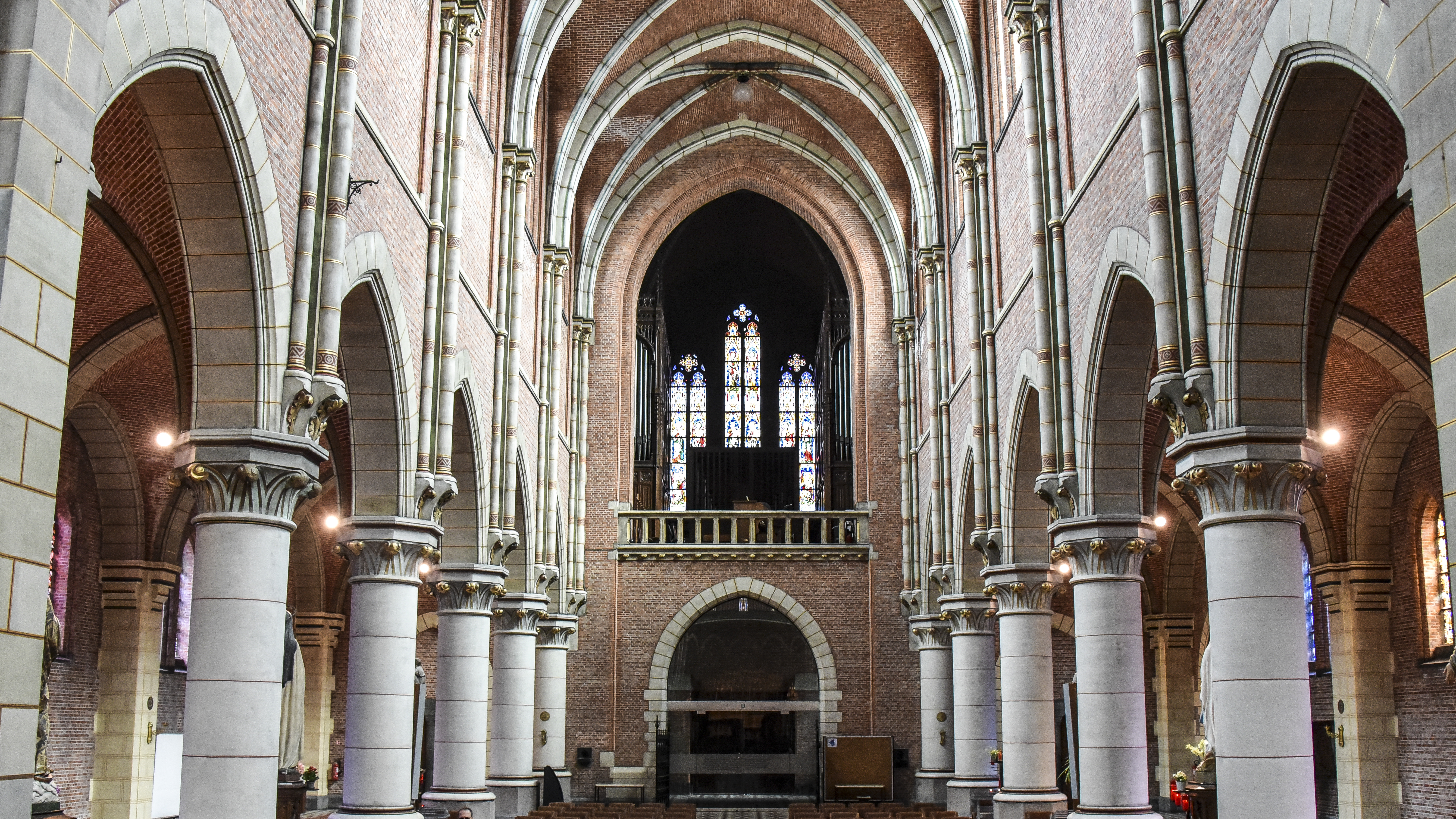
Achterzijde en kerkorgel